# Фулик, Борис Степанович
Борис Степанович Фулик (1918, с. Гришино Сумской губернии — 06.1977, Североморск) — советский военный деятель, генерал-лейтенант, в 1972—1977 заместитель командующего Северным флотом по строительству.
В 1936 году поступил в высшее инженерно-строительное училище. Участник войны с 1941 года, инженер-лейтенант. Попал в плен, содержался в концлагере на острове Эзель. Бежал, вернулся в часть, был разжалован в рядовые, но затем восстановлен в офицерском звании. В конце войны — начальник участка строительства № 31.
В 1964—1970 начальник строительного управления Балтийского флота.
С 1972 г. заместитель командующего Северным флотом по строительству. Под его руководством в Североморске построены улицы Кирова, Саши Ковалёва. Северная Застава, рекультивирован под парковую зону заболоченный участок в районе залива.
Скоропостижно умер в июне 1977 года.
Заслуженный строитель Эстонской ССР (07.08.1965). Награждён орденами Отечественной войны I степени, Красной Звезды, Трудового Красного Знамени и многими медалями.
Решением исполнительного комитета Североморского городского Совета народных депутатов Мурманской области от 19 июля 1984 г. № 292-12 имя Фулика присвоена одной из улиц Североморска.